# Eigentliche Gimpel
Die Eigentlichen Gimpel (Pyrrhula) sind eine Gattung aus der Familie der Finken (Fringillidae).
Die Gattung umfasst neun Arten.

## Merkmale
Der Schnabel der Gimpel ist dick, kurz und rundlich. Die Schnabelränder sind nach innen gebogen. Die runden Nasenlöcher liegen in tiefen Gruben und sind von Federn bedeckt. Die verhältnismäßig kurzen Flügel erreichen nicht die Mitte des eingekerbten Schwanzes. Die Färbung des Gefieders ist auffällig, bedingt durch weiße, graue und schwarze Bereiche, die sich von der rosenroten, orangen oder ockerfarbenen Grundfarbe des Körpers abheben. Typisch sind ebenfalls die schwarzen Flügel- und Schwanzfedern und der meistens weiße Bürzel. Die Weibchen sind unauffälliger gefärbt als die Männchen.
Rufe und Gesang sind unscheinbar.

## Lebensraum und Verbreitung
Der Großteil der Arten lebt in Bergwäldern, einige jedoch auch in Misch- und Nadelwäldern des Tieflandes. 
Die Arten sind hauptsächlich in der Paläarktis verbreitet, einige jedoch im Südosten Asiens.
In Mitteleuropa kommt nur der Gimpel (Pyrrhula pyrrhula) vor, die Art mit dem größten Verbreitungsgebiet.

## Fortpflanzung
Das Nest besteht aus einem napfförmigen Teil, der von einem Unterbau aus dünnen Zweigen getragen wird. Die Eier sind weiß, grünlich oder bläulich mit Sprenkeln. Die Paarbindung kann bis über die Brutzeit hinaus andauern.

## Arten
- Schuppenkopfgimpel (P. nipalensis): Er ist in einem großen, aber nicht flächendeckend besetzten Gebiet in Ostasien verbreitet. Dieses Gebiet schließt den Himalaya und Berglaubwälder bis zu einer Höhe von 3000 Metern über dem Meer in Burma, Südostchina, Taiwan und Malaysia ein. Die Färbung ist der der Jungvögel der anderen Arten ähnlich. Sie sind einfarbig grau.
- Weißwangengimpel (P. leucogenys): Er kommt auf den philippinischen Inseln Luzon und Mindanao vor. Das Körpergefieder ist braun, die innerste Armschwinge ist bei Männchen rot und bei Weibchen gelb. Die Gesichtsmaske ist ähnlich wie bei den anderen Arten schwarz, die Deckfedern auf den Ohren sind weiß. Der weiße Bürzel ist dunkel abgegrenzt.

Die beiden Arten bilden wahrscheinlich zusammen eine Superspezies.
- Goldrückengimpel (P. aurantiaca): Er kommt im Kaschmir, dem Nordwesten des Himalayas, vor. Sein Gefieder ist auf der Unter- und Oberseite größtenteils orangerot.
- Rotkopfgimpel (P. erythrocephala): Sein Verbreitungsgebiet schließt östlich, bis zum Osten von Bhutan, an das des Goldrückengimpels an, teilweise leben beide Arten sympatrisch. Sein Rückengefieder ist grau, Kopf und Unterseite sind ausgedehnt orangerot.
- Maskengimpel (P. erythaca): Er lebt in den Wäldern der Gebirge von Bhutan bis Zentralchina und Taiwan. Nur das Gefieder auf der Brust und an den Flanken ist orangerot, das übrige Körpergefieder ist grau. Der weiße Bürzel hat ein undeutliches, schwarzes Band am Vorderrand.

Diese drei Arten kommen in Misch- und Nadelwäldern im Himalayagebirge vor. Sie haben eine schwarze Gesichtsmaske. Die orange Gefiederfärbung bedeckt von Westen nach Osten weniger den ganzen Körper. Die drei Arten bilden wahrscheinlich zusammen eine Superspezies.
- Azorengimpel (P. murina): siehe ebenda.
- Gimpel (P. pyrrhula): siehe ebenda.
- Grauer Gimpel (P. cineracea) und P. griseiventris: beide Formen werden als Subspezies von P. pyrrhula oder als eigene Arten angesehen.[1] Sie leben in Zentralasien und dem Fernen Osten. In Ussurien leben sie sympatrisch ohne Hybridisation. Der Graue Gimpel lebt in Tannen- und Fichtenwäldern in 600 bis 1000 Metern Höhe, P. griseiventris in Zirbelkiefer- und Fichtenwäldern in über 1000 Metern Höhe.

Diese vier Arten sind eine transpaläarktische Gimpelgruppe, die zusammen eine Superspezies oder eine polytypische Art darstellt.